# Azorella monantha
Azorella monantha là một loài thực vật có hoa trong họ Hoa tán. Loài này được Clos mô tả khoa học đầu tiên năm 1848.

## Hình ảnh

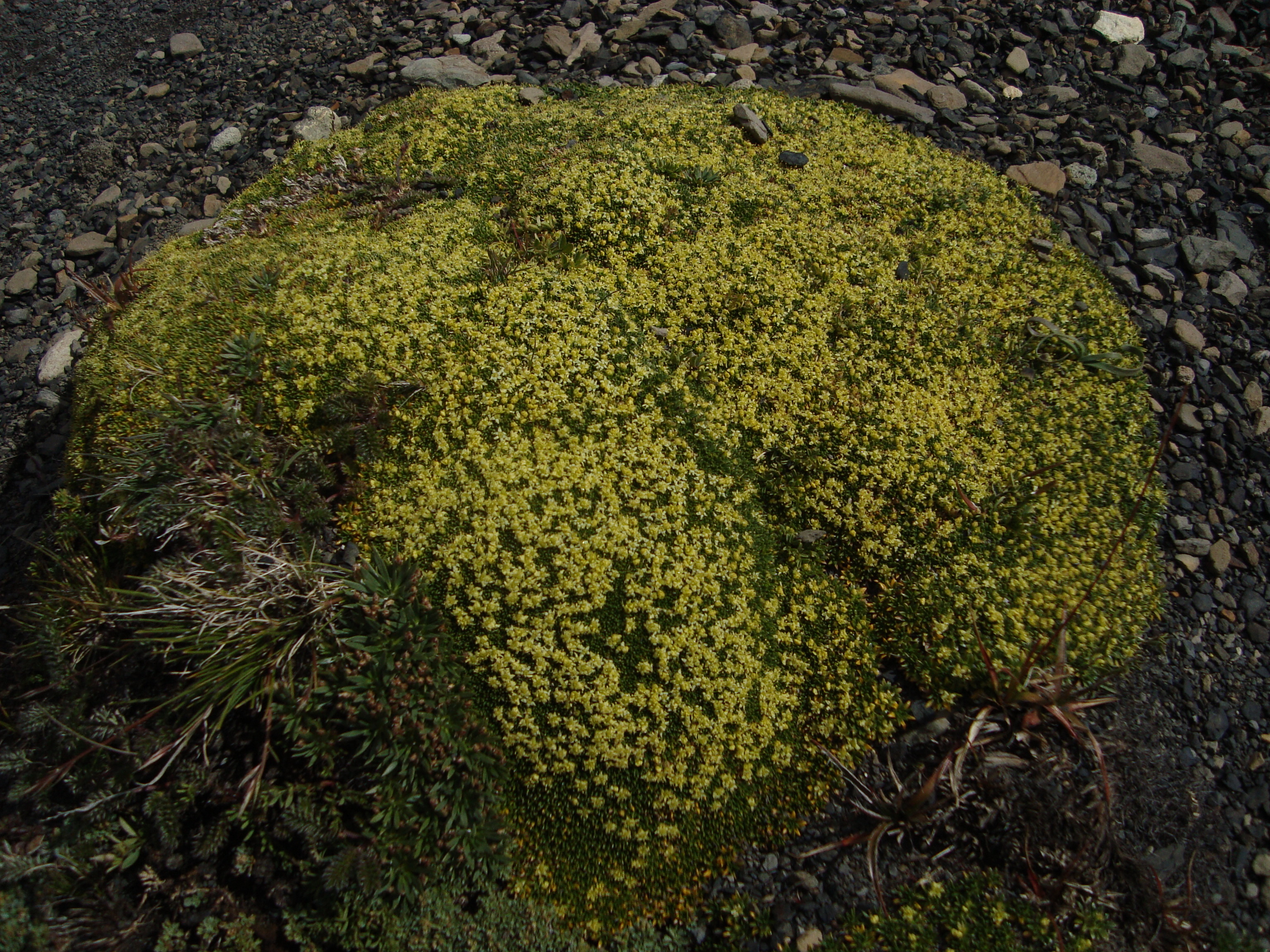